# Диплодок Карнеги
Диплодок Карнеги (лат. Diplodocus carnegii)  — вид растительноядных ящеротазовых динозавров, принадлежащих к инфраотряду завропод, семейству диплодокид, роду диплодоков. Жили в конце юрского периода, 150—145 млн лет назад, на территории современной Северной Америки.

## Описание
Диплодок Карнеги достигал в длину 27 метров, причём большая часть приходилась на шею и хвост. Длина шеи была почти 8 метров, а хвоста почти 14 метров. Шея состояла всего из 15 позвонков длиной около 93 см, зато очень длинный и гибкий хвост — из 80 позвонков длиной около 17 см. Ближе к концу хвоста позвонки становились похожими на цилиндры, превращая хвост в своеобразный «кнут», вероятно служивший эффективным орудием защиты.
Позвонки шеи и хвоста были пустотелыми, что значительно облегчало вес животных. Оценки веса разными исследователями очень расходятся: от 10—15 до 80 тонн.
Голова у динозавра очень маленькая с ложковидными зубами, которыми можно срывать листья и ветки, но нельзя перетирать пищу. Судя по количеству замещающих зубов, они очень быстро снашивались и заменялись новыми. Носовые отверстия на черепе слиты вместе и расположены не на конце морды, а приближены к глазным отверстиям. Эта особенность давала основания предполагать для животных полуводный образ жизни, и даже наличие хобота как у современных слонов и тапиров.
В 2010 году американские палеонтологи нашли в запасниках Музея естественной истории Карнеги окаменелый череп молодого диплодока Карнеги. Находка позволила установить существенную разницу между черепами молодого экземпляра и взрослых особей, что говорит о различии их кормовой базы.

## История открытия
Первым гигантскую окаменевшую кость близ Шип-Крик (Sheep Creek) на юго-востоке штата Вайоминг обнаружил Уильям Рид (William Reed) в 1899 году. Сталепромышленник и меценат Эндрю Карнеги, заинтересовавшись находкой, организовал на свои средства экспедицию, руководство которой поручил палеонтологу Якобу Вортману (Jacob Wortman). 4 июля 1899 года, после трёх месяцев поисков и безуспешных раскопок, был найден первый скелет (CM 84) нового вида диплодоков, который позднее был назван «диплодоком Карнеги» в честь Эндрю Карнеги, финансировавшего раскопки.
Все остатки были собраны и переправлены в Питсбург в 130 ящиках. Препараторские работы по освобождению костей от породы проводились в Музее естественной истории Карнеги. Вид был описан Джоном Беллом Хетчером (John Bell Hatcher) в 1901 году на основе голотипа СМ 84.
Всего было найдено шесть скелетов разной степени сохранности. Скелет, смонтированный в Музее естественной истории Карнеги, сборный. Основу составляет CM 84, с фрагментами CM 94 и CM 307; череп на основе CM 662 и USNM 2673. Для установки скелета пришлось построить новое, более просторное здание музея.

## Копии
Диплодок Карнеги стал одним из самых знаменитых динозавров благодаря Эндрю Карнеги. В 1903 году Карнеги решил преподнести в дар английскому королю Эдуарду VII копию окаменелого скелета этого динозавра под номером CM 84, в дальнейшем получившего прозвище «Диппи». Работа по отливке костей продолжалась два года и в 1905 году копия была установлена в лондонском Музее естествознания. В последующие годы было изготовлено ещё девять копий, подаренных естественноисторическим музеям некоторых европейских держав, Мексики, Аргентины.
Одна из копий была подарена России. В 1910 году она была установлена в Зоологическом музее Санкт-Петербурга, а с открытием нового здания Палеонтологического музея, перевезена в Москву.
- Музей естественной истории Карнеги (Питсбург), США (оригинал, установлен в 1907 году)
- Музей естествознания (Лондон), Великобритания (копия, установлена 12 мая 1905 года)
- Музей естествознания им. Гумбольтда (Берлин), Германия (копия, май 1908 года)
- Национальный музей естественной истории (Париж), Франция (копия, 15 июня 1908 года)
- Музей естествознания (Вена), Австрия (копия, 1909 год)
- Музей палеонтологии и геологии (Болонья), Италия (копия, 1909)
- Зоологический музей (Санкт-Петербург), Россия (копия, 1910), позднее Палеонтологический музей (Москва)
- Музей Ла-Платы (Ла-Плата), Аргентина (копия, 1912 год)
- Национальный музей естествознания (Мадрид), Испания (копия, ноябрь 1913 года)
- Палеонтологический музей (Мехико), Мексика (копия, 1930 год)
- Палеонтологический музей (Мюнхен), Германия (копия, подарена в 1932 году, не установлена)
- Дубай-Молл (Дубай), ОАЭ (оригинал, выкуплен и установлен в 2014 году)

- Оригинал и копии окаменелого скелета диплодока Карнеги в музеях мира
- Питсбург
- Лондон
- Париж
- Вена
- Берлин
- Мадрид
- Ла-Плата
- Болонья